# La Caña, Veracruz
La Caña är en ort i Mexiko.   Den ligger i kommunen Actopan och delstaten Veracruz, i den sydöstra delen av landet, 260 km öster om huvudstaden Mexico City. La Caña ligger 230 meter över havet och antalet invånare är 266.
Terrängen runt La Caña är huvudsakligen kuperad, men åt sydost är den platt. Runt La Caña är det ganska tätbefolkat, med 100 invånare per kvadratkilometer. Närmaste större samhälle är Actopan, 1,2 km nordväst om La Caña. Trakten runt La Caña består till största delen av jordbruksmark.